# Brånevatnet
Brånevatnet is een gletsjermeer van het eiland Nordaustlandet, dat deel uitmaakt van de Noorse eilandengroep Spitsbergen.
De naam van het meer komt van smelten.

## Geografie
Het meer ligt in het Rijpdalen en is oost-west georiënteerd met een lengte van meer dan vijf kilometer. Ze mondt in het westen via een rivier uit in het fjord Wahlenbergfjorden.
Ten oosten van het meer ligt de gletsjer Winsnesbreen en ten zuiden de gletsjer Etonbreen.
Het meer ligt in het verlengde van het fjord Wahlenbergfjorden. Het vormt de noordgrens van de landstreek Gustav Adolf Land en de zuidgrens van de landstreek Gustav V-land.